# Ninetis minuta
Ninetis minuta is een spinnensoort uit de familie trilspinnen (Pholcidae). De soort komt voor in Somalië, Kenia en Tanzania.